# 最後の忠臣蔵
『最後の忠臣蔵』（さいごのちゅうしんぐら）は、池宮彰一郎の連作短編小説集。『四十七人目の浪士』（しじゅうしちにんめのろうし）と題し「新潮書き下ろし時代小説」として1994年7月に新潮社より刊行、1997年に新潮文庫より文庫化された。赤穂事件の生き残りである赤穂浪士・寺坂吉右衛門にスポットを当てた作品である。
2004年にNHK総合『金曜時代劇』にて『最後の忠臣蔵』の題名でテレビドラマ化、2010年に同名で角川映画により映画化された。テレビドラマ化にあわせて同名に改題した角川文庫版が刊行されている。

## 収録作品
収録作は「仕舞始」「飛蛾の火」「命なりけり」「最後の忠臣蔵」の4編である。

## 書誌情報
- 四十七人目の浪士（新潮社、1994年7月） ISBN 978-4-10-387202-3
- 四十七人目の浪士（新潮文庫、1997年8月） ISBN 978-4-10-140813-2
- 最後の忠臣蔵（角川文庫、2004年10月） ISBN 978-4-04-368710-7

## テレビドラマ
『最後の忠臣蔵』は、NHK総合の『金曜時代劇』で2004年11月5日から12月10日まで放送された。全6回。初回に討ち入りが描かれた。
NHK BSプレミアムの『BS時代劇』で2016年4月1日から5月6日までアンコール放送された。

### キャスト

#### 主要人物
- 寺坂吉右衛門 - 上川隆也
- 瀬尾孫左衛門 - 香川照之
- 篠（瀬尾孫左衛門の妹） - 和久井映見
- 大石内蔵助 - 北大路欣也
- 天川屋儀兵衛 - 津川雅彦
- 進藤源四郎 - 江守徹
- 柳沢吉保 - 田村亮
- 仙石伯耆守 - 神山繁
- 徳川家宣 - 榎木孝明
- 小雪（各務八右衛門の妻） - 三林京子
- りく - 平淑恵
- 吉田菊（吉田忠左衛門の妻） - 伊藤榮子
- 茶屋四郎次郎 - 江原真二郎
- 可音（内蔵助の娘） - 水橋貴己

#### その他
- 荻生徂徠 - 笹野高史
- 有田数之進（篠の夫） - 菊池隆則
- 大石大三郎 - 杉原太郎
- 浅野大学 - 山下規介
- 奥野将監 - 楠年明
- 大野九郎兵衛 - 浜田晃
- 月岡治右衛門 - 中田博久
- 山吉新八郎 - 近童弐吉
- 吉田伝内（吉田忠左衛門の息子） - 加藤純平
- 伊藤登勢（吉田忠左衛門の娘） - 松尾あぐり
- 伊藤十郎太夫（登勢の夫） - 福田祐一郎
- きよ - 香寿たつき
- 茶屋修一郎（四郎次郎の息子） - 芦田昌太郎
- 一文字屋（可留の養父） - 鈴木正幸
- 浅野内匠頭長矩 - 宮下直紀
- 吉良上野介義央 - 草薙幸二郎
- 大石主税 - 内田健介
- 堀部安兵衛 - 植村恵
- 原惣右衛門 - 沼田爆
- 不破数右衛門 - 尾崎右宗
- 小野寺十内 - 城春樹
- 吉田忠左衛門 - 川辺久造
- 吉田沢右衛門 - 水野純一
- 礒貝十郎左衛門 - 宇佐美健
- 神崎与五郎 - 清田正浩
- 近松勘六 - 東康平
- 武林唯七 - 内藤和也
- 間瀬孫九郎 - 美崎忠司
- 岡野金右衛門 - 中井貴志
- 茅野和助 - 木本泰滋
- 岡島八十右衛門 - 古谷久
- 貝賀弥左衛門 - 三矢家ゆうじ
- 大石瀬左衛門 - 山田慎弥
- 間喜兵衛 - 家辺隆雄
- 間新六 - 古長英治（胡蝶英治・二代目渋谷天笑）
- 三村次郎左衛門 - 吉川幸成
- 杉野十平次 - 植栗芳樹
- 奥田貞右衛門 - 森山剛
- 徳川綱吉 - 磯部勉
- 間部詮房 - 冨家規政
- 細川綱利 - 大竹修造
- 土屋政直 - 西園寺章雄
- 大久保忠増 - はりた照久
- 秋元喬知 - 下元史朗
- 林大学 - 内田勝正
- 近衛家煕 - 佐藤孝輔
- 杉原多助 - 山田良隆
- 松月尼 - 上野淑子
- 佐伯信吾 - 黒沼弘己
- 早崎主馬之進 - 関根大学
- 戸山局 - 小川よりこ
- 徳田伊兵衛 - 永倉大輔
- 池辺大三郎 - 佐野元哉
- 北畠左門 - 山本修
- 桑名武右衛門 - 大島宇三郎
- 大河内六郎右衛門 - 菊地聡
- 半右衛門 - 旭屋光太郎

ほか

### スタッフ
- 原作 - 池宮彰一郎『四十七人目の浪士』
- 脚本 - ジェームス三木
- 音楽 - 宇崎竜童
- 主題歌 - 五木ひろし「雪燃えて」
- 演出 - 重光亨彦
- プロデューサー - 松前洋一、鶴間和夫
- 制作統括 - 大津山潮（NHKエンタープライズ21）、金澤宏次
- 企画 - 松前洋一（C.A.L）
- 共同制作 - NHKエンタープライズ21
- 制作著作 - NHK、C.A.L

### 放送日程
| 放送回 | 放送日   | サブタイトル |
| ------ | -------- | ------------ |
| 第1回  | 11月05日 | 吉良邸乱入   |
| 第2回  | 11月12日 | 無念の逃亡   |
| 第3回  | 11月19日 | 男と女       |
| 第4回  | 11月26日 | 死を賭けて   |
| 第5回  | 12月03日 | 忘れがたみ   |
| 最終回 | 12月10日 | 花嫁の父     |

### 受賞
- 第22回ATP賞テレビグランプリ 優秀賞（ドラマ部門）[2]

### 関連商品
DVD
- 最後の忠臣蔵 全2枚（2005年5月27日、NHKエンタープライズ、08866AA）

| NHK総合 金曜時代劇                   | NHK総合 金曜時代劇                                   | NHK総合 金曜時代劇                               |
| 前番組                               | 番組名                                               | 次番組                                           |
| ------------------------------------ | ---------------------------------------------------- | ------------------------------------------------ |
| 慶次郎縁側日記                       | 最後の忠臣蔵                                         | 華岡青洲の妻# （間に慶次郎縁側日記再放送が挟む） |
| NHK BSプレミアム BS時代劇            |                                                      |                                                  |
| 大岡越前3 （2016年1月15日 - 3月4日） | 最後の忠臣蔵（アンコール） （2016年4月1日 - 5月6日） | 立花登青春手控え （2016年5月13日 - 7月1日）      |

## 映画
映画『最後の忠臣蔵』は、角川映画による映画化作品で、2010年12月18日に公開された。杉田成道の監督、役所広司と佐藤浩市の主演による。